# An mein Volk und an die deutsche Nation
„An mein Volk und an die deutsche Nation“ ist eine Proklamation vom 21. März 1848, die im Zusammenhang mit der Berliner Märzrevolution entstand. In der Proklamation richtete sich der preußische König Friedrich Wilhelm IV. an die nationalliberale Freiheitsbewegung der Zeit. Den Entwurf der Erklärung hatte der preußische Außenminister Heinrich Alexander von Arnim-Suckow verfasst. Das Dokument wurde schließlich mit Billigung des Königs und der Mitglieder des Staatsministeriums veröffentlicht. Die in der Proklamation beanspruchte Führungsrolle Preußens in der Deutschen Frage rief jedoch Widerstand sowohl bei den europäischen Großmächten als auch bei den deutschen Fürsten, der Aristokratie und den Parlamenten des sogenannten „Dritten Deutschlands“ hervor. Auch die widersprüchliche Rolle des Königs in der preußischen Nationalpolitik trug letztlich zum politischen Scheitern der Proklamation bei.

## Historischer Hintergrund der Proklamation

Deutscher Bund 1815–1866

Im Unterschied zu Frankreich und Großbritannien bildete Deutschland bis 1871 keine politische Einheit. Auch der Wiener Kongress schuf 1815 mit dem Deutschen Bund lediglich einen losen Zusammenschluss deutscher Einzelstaaten. Dem Deutschen Bund fehlte eine gemeinsame Rechtsprechung, Verwaltung, Gesetzgebung und Heerorganisation. Preußen wurde aufgrund seiner „aufgeklärt-reformerischen Tradition“ (Christian Jansen) als ein möglicher Wegbereiter in der nationalen Einigung gesehen. Im Gegensatz zu Österreich, der zweiten deutschen Großmacht, war es kulturell, wirtschaftlich und politisch nicht nach Osteuropa ausgerichtet. Preußen wuchs 1815 vor allem nach Westen in deutsches Gebiet hinein.
Mit dem Regierungsantritt des preußischen Königs Friedrich Wilhelm IV. am 7. Juni 1840 schien Bewegung in die sogenannte deutsche Frage zu kommen. Der Öffentlichkeit war bekannt, dass Friedrich Wilhelm IV. der deutschen Nationalbewegung nicht ablehnend gegenüberstand. Allerdings war das Nationalverständnis des neuen Königs unvereinbar mit dem der nationalliberalen Kräfte. Sein Nationalkonzept basierte auf einer Wiederherstellung des 1806 untergegangenen Heiligen Römischen Reiches, das er als christlichen und ständischen Idealstaat ansah. Ebenso glaubte er, nicht die historischen Rechte der deutschen Dynastien verletzen zu dürfen. Wegen ihrer Einsetzung von Gottes Gnaden und ihrer seit Jahrhunderten bestehenden Herrschaftstradition meinte er auf ihre Zustimmung angewiesen zu sein, um eine nationale Einigung vorantreiben zu können. Vor allem sollten die Habsburger, die zuletzt die römisch-deutsche Kaiserkrone getragen hatten, seinem Verständnis nach wieder „zum höchsten Haupt der Christenheit“ aufsteigen. Sich selbst sah Friedrich Wilhelm IV. in der Rolle eines zukünftigen „Königs der Deutschen“, der von den deutschen Fürsten gewählt und anschließend im Frankfurter Kaiserdom St. Bartholomäus gesalbt und gekrönt werden sollte (vgl. die Rolle der Kurfürsten im Heiligen Römischen Reich). In dieser Funktion wollte er als eine Art „Premierminister“ (so David E. Barclay) dem deutschen Kaiser dienen. An die Tradition der Erzämter des Heiligen Römischen Reiches anknüpfend, sah Friedrich Wilhelm IV. für sich das Amt eines „Reichserzfeldherrn“ vor. Nach Christopher Clark hätte Friedrich Wilhelm IV. aber durchaus Interesse an einer deutschen Kaiserwürde gehabt. Frank-Lothar Kroll hebt hervor, dass das Nationalverständnis Friedrich Wilhelms IV. weder mit dem Begriff des „liberalen Nationalismus“ noch mit dem des „konservativen Internationalismus“ gefasst werden kann. Zwar habe der preußische König mit den Vertretern des konservativen Internationalismus, etwa dem österreichischen Außenminister Metternich und Zar Nikolaus I., das Interesse an „Interventionismus zum Schutz der legitimen Dynastien und zur Aufrechterhaltung der alten Ordnung“ (so Kroll) geteilt, lehnte aber im Gegensatz zu ihnen „eine einzelstaatliche Großmachtpolitik“ ab. Kroll hält es für wahrscheinlich, dass Friedrich Wilhelm IV. deutschen Interessen und preußischen Hegemonieansprüchen weniger Priorität einräumte als dem Erhalt der übernationalen Heiligen Allianz.
Insbesondere die im Zuge der Rheinkrise von 1840 ausgelöste nationale Euphorie wollte der König nutzen, um trotz seiner Ablehnung einer zeitgemäßen Verfassung Popularität in der preußischen Bevölkerung zu gewinnen. Im Dezember 1840 schrieb er in einem Brief an König Ludwig I. von Bayern, dass er sich einen französischen Angriff am Rhein herbeiwünsche, denn „dann trete der teutsche Bund zum ersten Male als Europäische Macht auf“. In der Rheinkrise setzte Friedrich Wilhelm auf eine Kooperation mit Österreich: In einem Brief an Metternich vom 10. Januar 1841 forderte er, dass Österreich der „Geburtshelfer“ des neuen Deutschlands sein müsse. Österreich fürchtete allerdings, dass die Gründung eines deutschen Nationalstaates zu separatistischen Bewegungen im Vielvölkerstaat ermutigen würde, was den territorialen Zerfall der Habsburgermonarchie bedeuten konnte. Ohne Unterstützung aus Wien beließ Friedrich Wilhelm seine Nationalpolitik bei symbolischen Gesten, so auch bei dem Kölner Dombaufest von 1842, bei dem die Grundsteinlegung zum Weiterbau des Doms zelebriert wurde. Hatten das Wartburgfest 1817 und das Hambacher Fest 1832 die säkular-freiheitlichen Festakte der Französischen Revolution nachgeahmt, wollte der preußische König dem nun Veranstaltungen mit „monarchisch-christlich Werten entgegensetzen“. 1847 betraute Friedrich Wilhelm IV. den Diplomaten Joseph von Radowitz mit der Aufgabe, mit Metternich eine Reform des Deutschen Bundes auszuhandeln, wobei die einzelnen deutschen Staaten nur eingeschränkt politische Souveränität an den Bund abtreten sollten. Die Zusammenarbeit zwischen Preußen und Österreich sollte festgeschrieben werden. Die Bundesreform kam jedoch nicht mehr Zustande, da die Revolution von 1848 „die Ansätze überrollte“.

## Entstehung der Proklamation und nationale Haltung des Königs im März 1848
Zu den sonstigen Ereignissen → Märzrevolution 1848 in Berlin

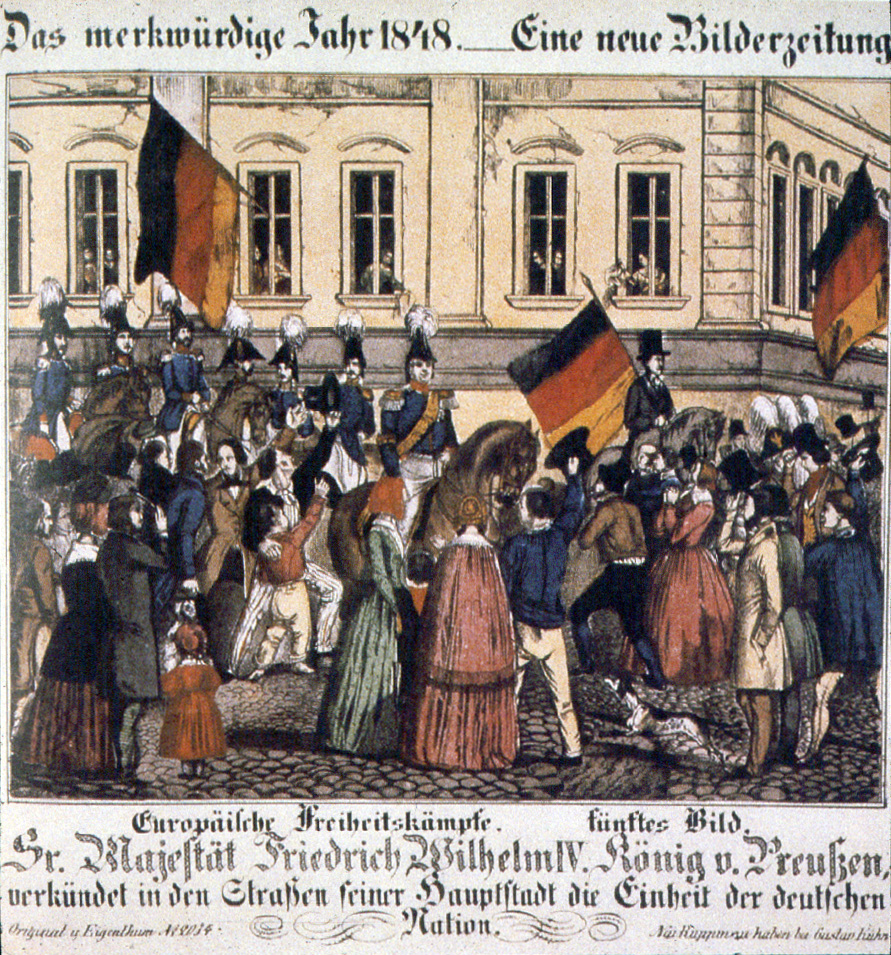
Der Ritt Friedrich Wilhelms IV. durch Berlin am 21. März 1848

Nachdem im Februar 1848 der französische König Louis-Philippe I. und im März 1848 der österreichische Staatskanzler Metternich gestürzt worden waren, kam es am 18. März auch in Berlin zu einer Massendemonstration. Dem öffentlichen Druck nachgebend, gab der König um 14 Uhr ein Patent bekannt, das angekündigte, der bevorstehende Preußische Vereinigte Landtag sollte über die Umgestaltung des „Staatenbundes in einen Bundesstaat“ debattieren, d. h. die Mitgliedsstaaten des Deutschen Bundes sollten sich einer gemeinsamen Bundesverfassung anschließen. Dieses nationalpolitische Zugeständnis konnte jedoch nicht mehr die gewaltsame Auseinandersetzung zwischen königlichen Truppen und Zivilisten in Berlin verhindern. Als der König am 19. März 1848 den Befehl gab, die Truppen zurückzuziehen, begab er sich in unmittelbare Abhängigkeit von der Berliner Opposition. Im Umkreis Friedrich Wilhelms gewann in dieser Situation vorerst endgültig ein Beraterkreis an Bedeutung, der die Initiative dadurch wiedergewinnen wollte, dass der Monarch die Führung in der deutschen Einigung übernehmen sollte. Der bisherige preußische Diplomat in Paris, Heinrich Alexander von Arnim-Suckow, der am 21. März 1848 zum Außenminister ernannt wurde, verbreitete ohne Absprache mit dem König noch am Morgen desselben Tages Plakate in Berlin, die einen Ritt des Königs „mit den alten ehrwürdigen Farben deutscher Nation“ (gemeint: schwarz-rot-gold) ankündigten. Arnim legte darüber hinaus dem Staatsministerium und König seinen bereits am 17. März 1848 formulierten Entwurf zu der Proklamation „An mein Volk und an die deutsche Nation“ vor. Im Gegensatz zu Friedrich Wilhelm IV. war Arnim ein liberaler Verfechter einer starken preußischen Vorherrschaft in Deutschland.
Der König brachte seine Abneigung gegenüber solchen Plänen schon wenige Stunden später bei seinem Umritt durch die Straßen Berlins zum Ausdruck: Auf dem Schlossplatz, bei der Universität, dem Alexanderplatz und Cöllnischen Rathaus hielt er kurze Reden, in denen er davor warnte, die Legitimität der anderen deutschen Fürsten in Frage zu stellen:

„Was Ihr hier seht (…) ist keine Usurpation. Ich will keine Fürsten vom Throne stürzen. Alles richte sich nur auf die Wiederherstellung der Einheit Deutschlands.“

 Auf einen Hochruf der Menge, der ihn als „Kaiser von Deutschland“ feierte, reagierte der König ablehnend. Vermutlich, so der Historiker Rüdiger Hachtmann, zeichnete sich bereits hier die spätere Ablehnung der deutschen Kaiserkrone ab, die ihm die gesamtdeutsche Frankfurter Nationalversammlung im April 1849 anbieten sollte. Friedrich Wilhelm hielt die Öffentlichkeit beziehungsweise Vertreter des Volkes für nicht berechtigt, ihm die Kaiserkrone zu verleihen. Dies sah er allein als Vorrecht der deutschen Fürsten an. Hinzu kam, so der Historiker Peter Krüger, Friedrich Wilhelms fehlender „Blick für Zusammenhänge der Ordnung Deutschlands, Mitteleuropas und der europäischen Staatenwelt“. Der König habe sich „zu sehr auf Deutschland selbst fixiert“.

## Inhalt der Proklamation

### Anspielung auf den Befreiungskrieg von 1813
Um den Anspruch einer preußischen Führung Deutschlands historisch zu legitimieren, zog Arnim Parallelen zu der Proklamation „An mein Volk“ von 1813, in der Friedrich Wilhelms Vater zum Widerstand gegen die napoleonischen Truppen aufgerufen hatte. Die Proklamation „An mein Volk und an die deutsche Nation“ beginnt daher wie Folgt:

„Mit Vertrauen sprach der König vor fünfunddreißig Jahren in den Tagen hoher Gefahr zu seinem Volke, und sein Vertrauen ward nicht zuschanden. Der König, mit seinem Volke vereinigt, rettete Preußen und Deutschland von Schmach und Erniedrigung. Mit Vertrauen spreche Ich heute, im Augenblicke wo das Vaterland in höchster Gefahr schwebt, zu der deutschen Nation.“

 Wie vor dem preußischen Kriegseintritt in den Befreiungskriegen, so drohte auch 1848 ein Krieg gegen Frankreich. Die preußische Regierung fürchtete, dass das revolutionäre Frankreich wie schon 1792 und 1806 Preußen angreifen könnte, was allerdings nicht geschah. Friedrich Wilhelm IV. erwog dennoch zeitweise einen Präventivkrieg gegen Paris. Preußen, so zumindest die Aussage der Proklamation „An mein Volk und an die deutsche Nation“, habe also bereits in den Befreiungskriegen eine für die nationale Sache herausragende Rolle gespielt, was es nun dazu berechtigen sollte, die deutsche Nation erneut anzuführen. Tatsächlich hatte der Aufruf „An mein Volk“ von 1813 jedoch keinen „deutschen Volkskrieg“ begründet: Obwohl Friedrich Wilhelm III. seine preußischen Untertanen in dem Dokument als Deutsche ansprach, meinte er damit lediglich die Bewohner der vier ihm verbliebenen Provinzen, namentlich Brandenburger, Preußen, Schlesier und Litauer. Zudem erinnerte die Proklamation „An mein Volk“ an die „vergangene preußische Glorie unter dem Großen Kurfürsten und Friedrich den Großen“. Eine Assoziation, die auf eine zukünftige deutsche Einheit hinweist, wird dagegen an keiner Stelle beschworen. Auch Freiwilligenverbände spielten in den Befreiungskriegen, anders als es Arnim in der Proklamation „An mein Volk und an die deutsche Nation“ darstellt, kaum eine Rolle. Die Niederlage Napoleons wurde hauptsächlich durch die reguläre preußische Armee herbeigeführt.

### Verhältnis zwischen Revolution und deutscher Nation
Weiter heißt es in dem Dokument:

„Deutschland ist von innerer Gährung ergriffen und kann durch äußere Gefahr von mehr als einer Seite bedroht werden. Rettung aus dieser doppelten (gemeint; revolutionäre und außenpolitische) Gefahr kann nur (…) unter einer Leitung hervorgehen. Ich (Friedrich Wilhelm IV.) übernehme heute diese Leitung für die Tage der Gefahr.“

Neben der Verteidigung nach außen betonte die Proklamation also auch die Verpflichtung Preußens revolutionäre Unruhen beziehungsweise „innere Gährung“ in Deutschland zu verhindern. Zu diesem Zweck schlug der Aufruf eine „Vereinigung der deutschen Fürsten und Völker unter (der) Leitung“ Friedrich Wilhelms IV. vor. Mit diesem „Vorstoß in die nationale Einheitsfrage“ wollte Arnim die revolutionäre Bewegung unter die Kontrolle der preußischen Regierung bringen. Das „Eingehen auf die Nationalbewegung“ geschah aber auch im Interesse Friedrich Wilhelms IV., da dieser den deutschen Nationalismus nicht seinen „liberalen und demokratischen Gegnern“ überlassen wollte. Auf diese Weise sollte aus Sicht des Monarchen die Nationalbewegung von freiheitlich-revolutionären Elementen „gereinigt“ und zugleich mit den konservativen Kräften versöhnt werden. Kroll sieht „die Tage der Gefahr“ als Hinweis auf die seit dem Sturz des Staatskanzlers Metternich bestehende Handlungsunfähigkeit Österreichs im Deutschen Bund an. Da Österreich als historisch legitime deutsche Führungsmacht ausfalle, müsse Preußen vorübergehend dessen leitende Position einnehmen.
Im weiteren Verlauf wird, um Friedrich Wilhelms Nationalkonzept entgegenzukommen, auf das „Banner“ des Heiligen Römischen Reiches angespielt:

„Ich habe heute die alten deutschen Farben angenommen und Mich und Mein Volk unter das ehrwürdige Banner des deutschen Reiches gestellt.“

 Damit folgt die Proklamation der irrtümlichen Annahme, die Farben Schwarz-Rot-Gold seien bereits die Farben des Alten Reiches gewesen. Tatsächlich setzte sich die Fahne der römisch-deutschen Kaiser aber aus einem schwarzen Doppelkopfadler auf goldenem Hintergrund zusammen.

### Verhältnis zwischen Preußen und Deutschland
Der Kernsatz der Proklamation, dass „Preußen fortan in Deutschland aufgehe“, wurde bewusst vage gehalten, da innerhalb der Regierung zu unterschiedliche Vorstellungen zirkulierten, wie das „Verhältnis von Preußen zu Deutschland“ (so Rüdiger Hachtmann) überhaupt gestaltet werden konnte. Zudem hätte eine Konkretisierung des Einheitsplanes die um ihre politische Souveränität fürchtenden anderen deutschen Fürsten nur noch mehr gegen Preußen aufgebracht. Laut dem Historiker Walter Bußmann hätte Friedrich Wilhelm IV. bei aller nationalen Schwärmerei sich nie mit einer völligen Auflösung Preußens abgefunden. In erster Linie sei es in der Proklamation darum gegangen, die Gemüter der Öffentlichkeit nach dem Berliner Barrikadenkampf ruhig zu stellen, während die deutsche Frage eher zweitrangig gewesen sei. Die Spaltung zwischen Preußen und Deutschland verfestigte sich sogar noch durch die Konkurrenz der beiden Nationalversammlungen in Berlin und Frankfurt am Main. Der Historiker Anselm Doering-Manteuffel kommt bei der mehrdeutigen Formulierung „Preußen gehe fortan in Deutschland auf“ zu einem anderen Ergebnis: Zum Zeitpunkt der Proklamation stand der Zusammentritt der Frankfurter Nationalversammlung noch aus. Deshalb habe die preußische Regierung nur schwer abschätzen können, was die Nationalbewegung konkret unter einer deutschen Einheit verstand. Die Formulierung blieb entsprechend unpräzise. Gleichwohl sei die Proklamation nur aufgrund der „hilflosen“ Situation des Königs entstanden und nur ein „halbherziges“ Bekenntnis zur Nationalbewegung.

### Zweiter Vereinigter Landtag und liberale Zugeständnisse
In der Proklamation heißt es weiter, dass die „Fürsten und Stände Deutschlands“ dem für April einberufenen Zweiten Vereinigten Landtag in Berlin beitreten sollten:

„Als Mittel und gesetzliches Organ, um im Verein mit Meinem Volk zur Rettung und Beruhigung Deutschlands voranzugehen, bietet sich der auf den 2. April bereits einberufene Landtag dar. Ich beabsichtige, in einer unverzüglich näher zu erwägenden Form den Fürsten und Ständen Deutschlands die Gelegenheit zu eröffnen, mit Organen dieses Landtages zu einer gemeinschaftlichen Versammlung zusammenzutreten.“

Diese in der Proklamation vorgeschlagene „Erweiterung des preußischen Landtages zu einer deutschen Nationalvertretung“ (so Heinrich August Winkler) stellte sich als kaum realisierbares Projekt heraus. Die liberalen und demokratischen Kräfte in den deutschen Mittel- und Kleinstaaten wollten keine preußische Vorherrschaft akzeptieren, solange Preußen kein echter Verfassungsstaat war. Die Institution des Vereinigten Landtages beruhte auf einer ständischen Grundlage, die nur einen kleinen Teil des Volkes repräsentierte und nicht aus Wahlen hervorging. Um ihren Widerstand gegen den Zweiten Vereinigten Landtag zu demonstrieren, schossen beispielsweise Oppositionelle in Stuttgart öffentlich auf eine Puppe, die Friedrich Wilhelm IV. darstellen sollte, und warfen sie anschließend ins Feuer. Auch in den preußischen Provinzen, besonders in Schlesien, kam es zu Protesten. In dem letzten Satz der Proklamation wurden zentrale Märzforderungen wie die Einführung von „wahren constitutionellen Verfassungen“, Ministerverantwortlichkeit, Geschworenengerichte und einer „wahrhaft volksthümlichen Verwaltung“ scheinbar in das Regierungsprogramm aufgenommen. Damit ging die Regierung zwar noch über die Zugeständnisse in den Reformpatenten vom 18. März 1848 hinaus, blieb jedoch in ihren Formulierungen erneut „ungenau“ und „doppeldeutig“. Rückblickend rechtfertigte Friedrich Wilhelm IV. dies mit der Behauptung, dass er Deutschland im März 1848 in Flammen stehend gesehen habe und es nur mit dem „unreinen Wasser“ des Konstitutionalismus hätte löschen können. Er habe mit seinen liberalen Zugeständnissen lediglich beabsichtigt, den revolutionären Unruhen deutschlandweit die Grundlage zu entziehen. Dennoch trafen die Proklamation und das Verhalten der Regierung auf entschiedene Ablehnung im hochkonservativen Umfeld des Königs. Dieses habe, so der Historiker Heinrich August Winkler, darin eine „widerwärtige Anbiederung an die Revolution“ und „geistigen Verrat an Preußen“ gesehen. Der königliche Berater und Vertraute Leopold von Gerlach kommentierte die preußische Deutschlandpolitik in seinem Tagebuch folgendermaßen:

„Wie heuchlerisch ist überhaupt diese Germanomanie und was für Wunden hat sie nicht schon Deutschland geschlagen?“

Für Gerlach stellte die nationale Begeisterung liberaler Ausprägung, der Friedrich Wilhelm in der Proklamation teilweise nachgegeben hatte, einen Fremdimport aus dem revolutionären Frankreich dar. Seinem Verständnis nach könne Deutschland in der historischen Nachfolge des Heiligen Römischen Reiches nur als ein „ständisch-monarchischer Herrschaftsverband“ bestehen. Von diesem Kerngedanken der bisherigen preußischen Außenpolitik sei Friedrich Wilhelm IV. aber nun abgewichen.

## Folgen

### Preußens Deutschlandpolitik in der Schleswig-Holsteinischen Erhebung
Der in der Proklamation erhobene Anspruch, Deutschland militärisch verteidigen zu wollen, stellte die preußische Regierung in der sogenannten Schleswig-Holsteinischen Erhebung erstmals auf die Probe. Hintergrund war die multiethnische Zusammensetzung des dänischen Gesamtstaates. Es ging um die Frage, ob die deutschsprachigen Herzogtümer Schleswig und Holstein, die von dem dänischen König Friedrich VII. regiert wurden, in einen deutschen Nationalstaat eingegliedert werden konnten. Die dänische Annexion Schleswigs am 21. März 1848 löste in den deutschen Staaten eine nationale Empörung aus. In Kiel bildete sich eine provisorische Regierung, die den Bundestag und später die gesamtdeutsche Nationalversammlung um Aufnahme bat. Am 4. April 1848 beauftragte der Bundestag die preußische Regierung, mit Dänemark zu einem „Vermittlungsgeschäft“ zu kommen. Abermals dem öffentlichen Druck nachgebend, befahl Friedrich Wilhelm IV. schließlich die Mobilmachung der preußischen Armee. Am 23. April 1848 überschritt ein unter preußischem Oberbefehl stehendes Bundesheer die Grenze zu Schleswig und drang bis nach Jütland vor. Unter dem Druck Russlands, Großbritanniens, Frankreichs und Schwedens musste Preußen jedoch am 26. August 1848 in den Waffenstillstand von Malmö einwilligen. Dieser äußere Widerstand zeige, so Christopher Clark, dass „die deutsche Frage letztlich eine europäische Frage war, die Preußen nicht im Alleingang lösen konnte“. Die gesamtdeutsche Nationalversammlung, die die schleswig-holsteinische Angelegenheit zu einer „Ehrensache der deutschen Nation“ erklärt hatte, trat als Aggressor auf, während „Dänemark Territorium verteidigte, das es besaß“ (Dieter Langewiesche). Aus Sicht der europäischen Nachbarn konnte ein möglicher deutscher Nationalstaat das seit dem Wiener Kongress bestehende Gleichgewicht zwischen den Großmächten stören. Nach Rüdiger Hachtmann kam der preußischen Regierung der Waffenstillstand jedoch durchaus entgegen. Nach Malmö waren die preußischen Truppen nicht länger außerhalb Preußens gebunden, was ihren möglichen Einsatz gegen revolutionäre Unruhen im Inneren beförderte.

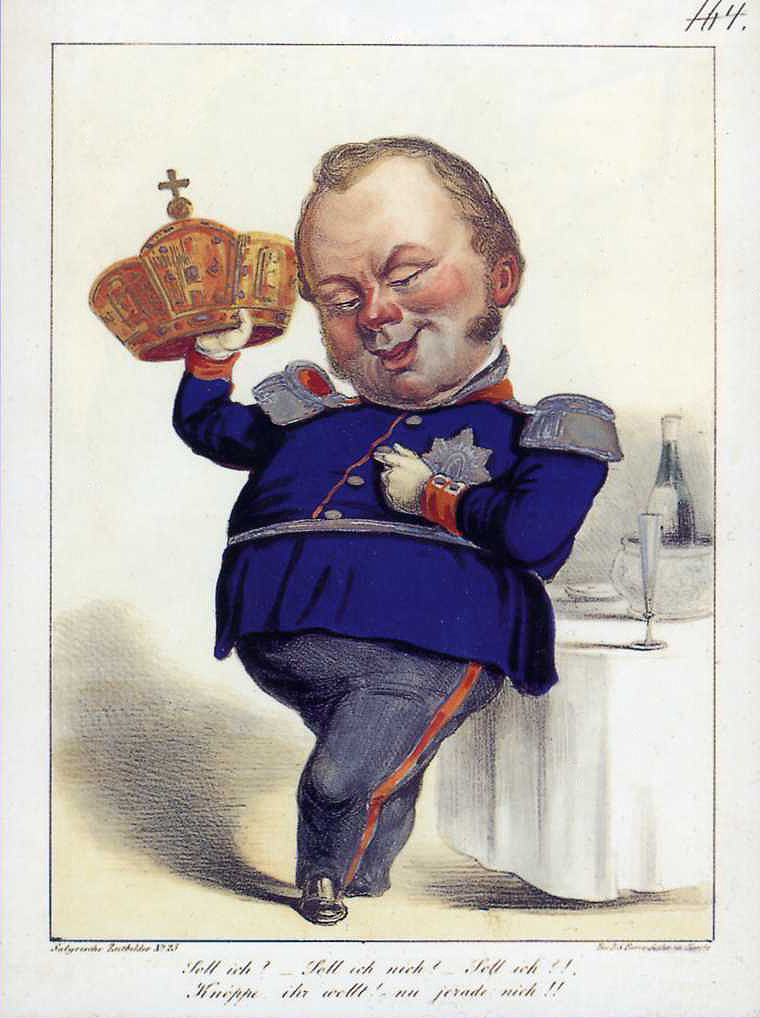
Karikatur, Kreidelithografie nach einer Zeichnung von Isidor Popper

### Ablehnung der deutschen Kaiserwürde durch Friedrich Wilhelm IV.
Die Frage nach der Grenzziehung und Staatsform des deutschen Nationalstaates blieb bis zum Ende der Revolution kontrovers diskutiert. Da allerdings die Mehrheit der Abgeordneten der gesamtdeutschen Nationalversammlung die Fürsten in die neue Staatsordnung einbeziehen wollte, fiel den beiden deutschen Großmächten Österreich und Preußen eine Schlüsselrolle zu. Somit gewann die Frage an Bedeutung, ob Österreich entsprechend der großdeutschen Lösung zu Deutschland gehören oder entsprechend der kleindeutschen Lösung ausgeklammert werden sollte. Für die Nationalversammlung war es jedoch nicht vorstellbar, die nicht-deutschsprachigen Gebiete der Habsburgermonarchie, etwa Böhmen und Slowenien, in den deutschen Nationalstaat einzugliedern. Diese Vorstellung lief darauf hinaus, dass die außerdeutschen Gebiete nur durch eine lockere Personalunion mit der restlichen Donaumonarchie verbunden geblieben wären, was angesichts der separatistischen Bewegungen de facto zur Auflösung des Vielvölkerstaates beigetragen hätte. Die Absage aus Wien ließ somit nur noch eine kleindeutsche Lösung unter preußischer Führung zu. Am 28. März 1849 wählte die Frankfurter Nationalversammlung mit 290 von insgesamt 538 möglichen Stimmen Friedrich Wilhelm IV. zum Kaiser der Deutschen. Der Monarch lehnte jedoch am 3. April 1849 die ihm von einer Gesandtschaft angebotene Kaiserkrone ab, da er kein Herrscher von Volkes Gnaden sein und eine militärische Konfrontation mit Österreich vermeiden wollte.